# سسیل جی. ادموندز
سسیل جی. ادموندز (۲۶ اکتبر ۱۸۸۹ - ۱۱ ژوئن ۱۹۷۹) افسر سیاسی بریتانیایی بود که در نیروهای اعزامی بریتانیا در بین‌النهرین و نیروی شمال ایران در شمال غربی ایران خدمت کرد و بعدها در اداره مدنی عراق مشغول به کار شد.

## زندگی
سسیل جی. ادموندز پسر یک مبلغ مذهبی بود، او تا هشت سالگی در ژاپن متولد و بزرگ شد. او تحصیلات خود را در مدرسه بدفورد و کریستز هاسپیتال گذراند و سپس به کالج پمبروک در دانشگاه کمبریج رفت.
بین سال‌های ۱۹۳۵ تا ۱۹۴۵، او به عنوان مشاور وزارت کشور در عراق خدمت کرد. ادموندز مشاهدات و تجربیات خود را به عنوان افسر سیاسی در کردستان عراق بین سال‌های ۱۹۲۰ تا ۱۹۲۵ در کتاب معروف خود با عنوان «کردها، ترک‌ها و اعراب: سیاست، سفر و پژوهش در شمال شرقی عراق، ۱۹۲۵-۱۹۱۹» ثبت کرد. این کتاب شامل یادداشت‌های مفصلی درباره شرایط اجتماعی و سیاسی، شخصیت‌ها و آداب و رسوم محلی در مناطق تحت خدمت اوست.

## کتاب شناسی
- سیسیل جان ادموندز (۲۰۱۰)، شرق و غرب زاگرس ، انتشارات دانشگاهی بریل،
- سیسیل جی. ادموندز، کردها، ترک‌ها و اعراب: سیاست، سفر و تحقیق در شمال شرقی عراق، ۱۹۱۹-۱۹۲۵، لندن، ۱۹۵۷.